# Pines (album)
Pines è il terzo album in studio della cantautrice statunitense A Fine Frenzy, pubblicato nel 2012.

## Tracce
Tutte le tracce sono di Alison Sudol tranne dove indicato.
1. Pinesong – 7:43 (Sudol, Omar Velasco)
2. Winds of Wander – 6:05
3. Avalanches (Culla's Song) – 3:31
4. Riversong – 7:46
5. The Sighting – 4:59 (Sudol, Velasco)
6. Dream in the Dark – 3:20 (Sudol, Jonathon Wilson)
7. Sailingsong – 4:25
8. Sadseasong – 6:10 (Sudol, Jesse Siebenberg)
9. They Can't If You Don't Let Them – 4:57 (Sudol)
10. Dance of the Grey Whales – 2:50
11. It's Alive – 3:45
12. Now Is the Start – 4:46
13. Untitled (Grasses Grow) – 7:25